# Arnór Sveinn Aðalsteinsson
Arnór Sveinn Aðalsteinsson (Reykjavík, 26 gennaio 1986) è un ex calciatore islandese, di ruolo difensore.

## Carriera

### Club
Cresciuto nel Breiðablik, esordisce nel 2004 proprio con la formazione islandese con cui conquista nel 2009 la Coppa d'Islanda e nel 2010 il campionato islandese. Ha perso inoltre due finali di Coppa di Lega islandese. Il 13 gennaio 2014 torna ufficialmente al Breiðablik.

### Nazionale
Ha giocato nella nazionale islandese Under-21.
Ha giocato nove partite con la nazionale maggiore islandese, a queste vanno aggiunte 9 presenze nella Nazionale Under-21.

## Palmarès

### Club

#### Competizioni nazionali
- Campionato islandese: 2

Breiðablik: 2024
- Coppa di Lega islandese: 1

Breiðablik: 2024
- Supercoppa d'Islanda: 1

Breiðablik: 2023